# Jonathan Glazer
Jonathan Glazer (født 26. marts 1965) er en engelsk filminstruktør og manuskriptforfatter. Han begyndte sin karriere i teatret, før han gik over til film og instruerede filmene Sexy Beast (2000), Birth (2004), Under the Skin (2013) og The Zone of Interest (2023).
Hans arbejde er defineret af skildringer af mangelfulde og desperate karakterer; temaer som fremmedgørelse og ensomhed; og en fed visuel stil, der udnytter et alvidende perspektiv og dramatisk musik. Glazer er blevet nomineret til seks BAFTA-priser og to Oscar-priser . For det historiske drama The Zone of Interest vandt han både Grand Prix og FIPRESCI-prisen på filmfestivalen i Cannes 2023 og blev nomineret til Oscar-prisen for bedste instruktør og bedste tilpassede manuskript .
Glazer har instrueret musikvideoer for bland andet Radiohead, Massive Attack og Richard Ashcroft. Han modtog nomineringer til MTV Video Music Award for bedste instruktion for sine videoer til Jamiroquais " Virtual Insanity " (1996) og Radioheads " Karma Police " (1997). Han har også instrueret reklamer for blandt andre Kodak, Sony, Nike, Barclays og Alexander McQueen.

## Eksterne links
- Jonathan Glazer på Internet Movie Database (engelsk)
- Interview with Jonathan Glazer (Directors Label DVD) by Daniel Robert Epstein for Suicide Girls

1. ↑  Navnet er anført på engelsk og stammer fra Wikidata hvor navnet endnu ikke findes på dansk.